# Aplysina cavernicola
Espèce
Synonymes
- Verongia cavernicola Vacelet, 1959[1]

Aplysina cavernicola est une espèce d'éponges de la famille des Aplysinidae. Elle est originaire de la mer Méditerranée où elle pousse dans des grottes et sous des surplombs.

## Description
Aplysina cavernicola forme des touffes qui peuvent atteindre jusqu'à 30 cm de diamètre. Il a une base qui adhère à une roche ou à une autre surface dure, à partir de laquelle se projettent un certain nombre de processus en forme de doigts jusqu'à 6 cm de long et 2 cm de diamètre. La surface est faiblement couverte de petites protubérances coniques, causées par les pointes de fibres cornées incrustées dans les tissus. Il n'y a pas de spicules, le support structurel étant assuré par un maillage de fibres spongines. L'eau est aspirée à travers des pores connus sous le nom d'ostia à la base de l'éponge et éjectés de l'oscuili qui sont situés dans de légères dépressions à l'extrémité des processus. La couleur du corps est jaunâtre.

## Écologie
Cette éponge est un hermaphrodite ; les larves ciliées connues sous le nom de larves de parenchymelles sont libérées dans l'eau et s'installent rapidement dans un endroit approprié et subissent une métamorphose en éponges juvéniles.
Cette éponge accumule des alcaloïdes d'isoxazoline bromée dans ses tissus à des concentrations allant jusqu'à 10% de son poids corporel sec. En incorporant ces composés biologiquement actifs dans les régimes alimentaires expérimentaux, il a été démontré lors d'essais d'alimentation qu'ils sont désagréables pour le Sphinx Blenny (Blennius sphinx), un poisson méditerranéen polyphage, tandis que d'autres éponges sont facilement consommées. Certains dérivés métaboliques de ces isoxazolines, tels que la diénone et l'aéroplysinine, ne sont pas désagréables pour le poisson, mais peuvent avoir des propriétés antimicrobiennes qui protègent l'éponge des agents pathogènes bactériens. Cette éponge bioaccumule également les radionucléides et a été utilisée comme organisme modèle pour étudier la présence d'isotopes tels que l'américium 241 dans l'eau de mer.

## Publication originale
- Jean Vacelet, « Répartition générale des éponges et systématique des éponges cornées de la région de Marseille et de quelques stations méditerranéennes », Recueil des Travaux de la Station marine d'Endoume, Marseille, vol. 16, no 26,‎ 1959, p. 39-101 (ISSN 0375-2119).